# Grupo Intereconomía
El Grupo Intereconomía  es un grupo de comunicación presidido por Julio Ariza con presencia en televisión (El Toro TV) y en la radio (Radio Intereconomía y Radio Libertad (España)).
Diversos medios y fuentes han señalado su línea ultraconservadora. Según su ideario «los valores que mantiene la corporación se basan en el humanismo cristiano y entre sus objetivos está la defensa de la vida, la libertad, la unidad de España, y la independencia judicial».

## Historia
El grupo fue creado en 1995 con la puesta en marcha de una radio de información económica, Radio Intereconomía, y ha ido creciendo hasta 2005, con la compra de Expansión TV para crear El Toro TV que ahora emite en la TDT en algunas demarcaciones locales y a través de Internet. El logotipo de la corporación es un toro, inspirado en el famoso Toro de Wall Street.
En enero de 2000 estableció una alianza con las radios europeas Radio Classique de Francia, Radio 24 de Italia y la alemana Frankfurt Business Radio con el fin de crear una red de intercambio de información y otros documentos radiofónicos que pudieran usar todas ellas.
Intereconomía TV y el club de fútbol Real Madrid firmaron el 28 de julio de 2008, el acuerdo que permitirá la posterior creación de la radio de dicho club. Si bien, con la llegada de Florentino Pérez a la presidencia del Real Madrid, se produjo el cierre de la sección de radio.
En agosto de 2009 se informó de que tras largas negociaciones, el grupo Intereconomía había adquirido el periódico La Gaceta de los Negocios a su propietaria, Negocios de Ediciones y Publicaciones S.L. Esta, que había presentado un expediente de regulación de empleo ante el Ministerio de Trabajo en septiembre de 2008, había tratado de llegar con la cadena COPE a un acuerdo previamente. Intereconomía Corporación se comprometió a afrontar la mitad de la deuda del recién adquirido diario, esto es, tres millones de euros. La adquisición y asunción de la deuda se realizó a través de la concesión de un crédito por parte de Caja Madrid por valor de dieciocho millones de euros.
Cabe destacar que a través de la susodicha compra Intereconomía obtuvo el 1.8 por ciento del capital de la cadena de radio COPE, que le correspondía al periódico en el momento de la compra. Así mismo tiene la oportunidad de ampliarlo al 11 por ciento.
Radio Intercontinental o Inter se incorporó al grupo Intereconomía en septiembre de 2009. Esta radio tiene como programa bandera la emisión matinal Buenos días, España. La corporación pretende mantener así dos marcas de radio diferenciadas, Radio Inter y Radio Intereconomía, pretendiendo que la primera llegue a tener cobertura total en el país mediante el alquiler y compra de señales radiofónicas.
El 16 de septiembre de 2009 el grupo anunció el cierre de la agencia de noticias Fax Press. Esta, fundada en 1991 por el periodista Manuel Leguineche, fue comprada por Intereconomía Corporación a finales de los años noventa. La empresa ofreció a los trabajadores de la agencia incorporarse a la plantilla del recién adquirido La Gaceta de los Negocios, oferta que también se mostró a su directora Pilar Cernuda.
Un acuerdo para la cesión de espacios publicitarios en Intereconomía Televisión fue firmado entre el grupo y Publiespaña en octubre de 2009.
El lunes 11 de enero de 2010 nació un nuevo canal del grupo Intereconomía Corporación llamado Business TV (anteriormente Intereconomía Business), que agrupa todos los contenidos económicos que emitía Intereconomía. Este canal, actualmente es visible en toda España mediante la TDT. Por su parte, Intereconomía se transformó en un canal enteramente generalista. Business TV sustituyó a Tribunal TV.
Entre el 1 de marzo de 2011 y febrero de 2012, Canal 4, Clip TV, Menorca TV y Business TV integraron sus emisiones en las Islas Baleares. La televisión resultante se denominaba Canal 4 Business y tenía alcance autonómico gracias a su difusión a través de las tres licencias TDT de Canal 4 para Mallorca, Menorca, Ibiza y Formentera. La programación combinaba la apuesta por la economía y el análisis de los mercados que identifica los programas de Business TV con la producción local y la atención a la actualidad balear que ha caracterizado a Canal 4 durante sus 25 años de emisiones.
El 4 de febrero de 2013, debido a su crítica situación económica, Intereconomía presentó el preconcurso de acreedores para no desaparecer del panorama televisivo. Así, la empresa presidida por Julio Ariza tuvo de fecha hasta el mes de junio de 2013, aunque en principio la fecha límite fuera entre abril y mayo, para confeccionar un plan de viabilidad que garantizara su futuro. Durante la primera mitad del año 2013, Intereconomía continuó reduciendo su plantilla y buscó diversas fuentes de financiación para seguir adelante (campañas para pedir donaciones, negociaciones con otros medios de comunicación, préstamos bancarios, la venta de su participación en el accionariado de NET TV, financiación por parte de empresas españolas, fichajes, adelantos de la publicidad anual a las grandes empresas, recurrir al Instituto de Crédito Oficial). Tras el fracaso de la mayoría de fuentes, la más viable es la venta de su participación en el accionariado de NET TV.
El 10 de mayo de 2013, el Grupo Intereconomía decidió retirar el recurso presentado contra la fusión entre el Grupo Antena 3 y la Gestora de Inversiones Audiovisuales La Sexta. Esto fue debido a que el grupo presidido por Julio Ariza mantuvo negociaciones con Atresmedia para alcanzar un acuerdo en materia cinematográfica. Este acuerdo permitió al Grupo Intereconomía sobrevivir como empresa proveedora de servicios de televisión, con capacidad editorial independiente.
Ya en junio, continuando con los retrasos en los pagos de las nóminas y con los impagos, la plantilla de Interecomomía comenzó a recibir cartas de la Seguridad Social en la que se les comunicaba la baja como empleados de Intereconomía Corporación y el alta en una nueva sociedad que desconocían. Esta era la nueva estrategia del Grupo, que consistía en segregar la plantilla en cinco sociedades de nueva creación y todas constituidas de manera unipersonal por Julio Ariza. Además, la cadena dejó de comercializar su publicidad con ROI Media, empezando a vender sus anuncios por su cuenta.
Por otra parte, el Grupo Intereconomía se enfrentó a una mudanza programada para el 18 de julio, ya que Mutua Madrileña no admitía más impagos por el alquiler de la sede. De este modo, los trabajadores tuvieron que abandonar el inmueble del Paseo de la Castellana de Madrid. Así, Intereconomía se quedó sin programación original en verano para trasladarse a su nueva sede en una nave industrial de Leganés, emitiendo reposiciones, productos enlatados y teletienda para acondicionar el inmueble en julio y agosto. No obstante, la operación de traslado a Leganés se frustró y tuvieron que cambiar su destino a contrarreloj hacia los platós de Europroducciones en Ciudad de la Imagen. Por su lado, el área corporativa se ubicó en la calle Fortuny y La Gaceta y Radio Intereconomía se mudaron a la calle Modesto Lafuente (ambas en Madrid).
Continuando con sus problemas económicos, Julio Ariza volvió a realizar una gira por distintas empresas, las cuales conforman el Ibex 35, en busca de una financiación. Además, Vocento exigió a Intereconomía por el alquiler de su plató en la Ciudad de la Imagen seis mensualidades por adelantado y un aval bancario. Del mismo modo, muchos rostros del grupo abandonaron, aunque se continuó fichando directores comerciales.
Con el inicio de la temporada televisiva 2013/2014, Intereconomía preparó en septiembre un nuevo recorte de plantilla, aunque esta vez no en formaba de ERE como en las dos ocasiones anteriores. Esta vez se apelaría a la fórmula de despido procedente alegando baja productividad de los despedidos. No obstante, se fichó a nuevos técnicos desde empresas de Empleo Trabajo Temporal (ETT).
Por último, el Grupo Intereconomía acumula una deuda considerable con la AEAT (Agencia Estatal de Administración Tributaria) hasta el punto de aparecer en la lista oficial de morosos que publica el ente público cada año. Tres de las sociedades vinculadas al grupo mediático Intereconomía, presidido por Julio Ariza, acumulan impagos a la Hacienda española que rozan los veinte millones de euros:
― Intereconomía Corporación adeuda 12 007 671.43 euros a Hacienda
― Intereconomía TV acumula 5 513 000 880.72 euros
― Intereconomía Radio mantiene una deuda de 1 177 501.27 euros.

## Medios del grupo
El Toro TV
Radio Libertad (España)
Radio Intereconomía
La Gaceta (2009-2020 pertenecio al Grupo Intereconomía)

### Televisión
El Toro TV: Es el canal generalista del Grupo Intereconomía, centrado en la actualidad política y económica, complementada por los informativos del grupo y programas de entretenimiento, humor y deporte.
Entre los programas más populares de la historia del canal se encuentran:
- La redacción abierta de la mañana, extenso espacio informativo que cuenta con la colaboración de Julio Ariza y el periodista Josep Maria Francàs. Incluye debates, tertulias y entrevistas. L a V de 12:30 a 14:30.
- La redacción abierta de la tarde, extenso espacio informativo que incluye debates, tertulia y entrevistas. Presentado y dirigido por Xavier Horcajo. L a V de 18:00 a 20:00.
- Pulso económico, programa dirigido y presentado por Xavier Horcajo donde se analiza la actualidad económica. L a V de 20:00 a 21:30.
- El gato al agua, presentado por José Javier Esparza de lunes a viernes de 21:45 a 00:00 horas.
- Más se perdió en Cuba, presentado por Xavier Horcajo. Sábados de 22:30 a 01:00.
- La redacción abierta, presentado por Rafael Núñez Huesca, se emite de lunes a viernes, de 18:30 a 20:30 horas.(actualmente no se emite).
- Noticias Intereconomía, presentado por Alba Vila, se emite de lunes a viernes, de 14:30 a 15:00 y 20:30 a 21:20 horas. Sábados, domingos y festivos de 14:30 a 15:00 y 20:30 a 21:00.
- Tiempos Modernos, presentado por Fernando Paz, se emite de lunes a viernes, de 21:20 a 21:45 horas.
- Punto Pelota, presentado por Alonso Caparrós, y anteriormente por Josep Pedrerol, se emite de lunes a viernes, de 21:00 a 22:00 horas. (actualmente no se emite).
- Dando Caña, presentado por Xavier Horcajo (actualmente no se emite).
- Los Clones, presentado por Eugenia Marcos (actualmente no se emite).
- Daños Colaterales, presentado por Cake Minuesa (actualmente no se emite).

### Radio
Radio Intereconomía: Nació en 1994, Radio Intereconomía es una emisora con información de Bolsa. Su programación combina actualidad económica y financiera, información general y contenidos de entretenimiento, con la participación destacada de reconocidos expertos del mundo académico, empresarios, altos directivos y otros líderes de opinión.
El año 2005 supuso la consolidación de Radio Intereconomía como cadena de radio independiente, a lo largo de año aumentó sustancialmente su cobertura. Los premios concedidos a Radio Intereconomía a lo largo de estos últimos años también han sido un factor de crecimiento importante para la audiencia: Antena de Oro y Premio de la Asociación Internacional de la Prensa a Antonio Jiménez, Premio Ondas al programa Capital. Antena de Plata a Luis Vicente Muñoz y a Natalia Obregón, premio Joven y Brillante de Periodismo Económico a Susana Criado.
En el año 2019 radio intereconomía deja de pertenecer al grupo de empresas vinculadas a Julio Ariza. En ese año después de la subasta por concurso de acreedores Daniel Martín Escanciano asume la gestión de Radio Intereconomía como CEO de la emisora, su objetivo es potenciar su posicionamiento en el panorama de los medios económicos con un proyecto que se apoye en las nuevas tecnologías, el entorno digital y los nuevos productos adaptados a la demanda de los oyentes de la radio líder de España en la temática económica.
Actualmente, Radio Intereconomía es la emisora económica con más oyentes de España, La primera oleada del EGM del 2020 indica que posee una audiencia de lunes a viernes de 19 000 oyentes, cifra que consolida su liderazgo entre las radios económicas al aumentar notablemente su distancia con su competidor, capital Radio, que tiene menos oyentes que Radio Intereconomía.
En 2023 Julio Ariza se hace con el control de Radio Libertad (España)
Programas simultaneados por El Toro TV y Radio Libertad:
Mañanas en Libertad
Dando Caña
Pulso económico
La redación abierta
El gato al agua
Más se perdió en Cuba

### Internet

#### Gaceta.es
La Gaceta de la Iberosfera
La Gaceta es un diario en Internet editado íntegramente en español, que recoge información de interés general, que incluye política, económica, nacional e internacional, así como noticias culturales y de Iglesia. El análisis y la opinión ocupan una parte significativa de este diario digital.
2009-2020 pretencio al Grupo Intereconomía, actualmente pertenece a Fundación Disenso, su actual director es José Antonio Fuster. Área de difusión: A nivel mundial pero principalmente: España, Andorra, Portugal, Brasil y toda Hispanoamérica.

### Otras Áreas
Escuela de Finanzas
La Escuela de Finanzas de Intereconomía organiza cursos de análisis técnico, análisis fundamental, estrategias de trading, operaciones intradía, derivados y otros productos cotizados.
Área de Conferencias y Formación
El Grupo Intereconomía también ofrece cursos de formación financiera-bursátil, organización y celebración de jornadas sectoriales, encuentros, foros de debate y desayunos de trabajo.
Fundación Intereconomía
La Fundación Intereconomía alberga el Club de Amigos, que organiza las Tardes de Tertulia. Invitados relevantes en la sociedad española, como Mario Conde, Enrique Rojas o Alejo Vidal Quadras han asistido a estas actividades.

## Premios
Los premios concedidos al Grupo Intereconomía a lo largo de estos últimos años también han sido un factor de crecimiento importante para la audiencia: Antena de Oro y Premio de la Asociación Internacional de la Prensa a Antonio Jiménez, Premio Micrófono de Oro a Javier Algarra por el programa Dando Caña y a Josep Pedrerol por Punto Pelota, Premio Ondas al programa Capital, Antena de Plata a Luis Vicente Muñoz y a Natalia Obregón, premio Joven y Brillante de Periodismo Económico a Susana Criado.

## Cargos directivos
- Julio Ariza Irigoyen: Presidente y propietario del grupo.[23]
- Diego Martínez Perán: vicepresidente.[24]
- Juan Andrés Corrochano: director general financiero.
- Julen Ariza: director de Medios Digitales.[25]
- Kiko Méndez Monasterio: Director de La Gaceta.[26]
- Gonzalo Bans: Director de Intereconomía Televisión.

## Situación económica
El Grupo Intereconomía es el único grupo multimedia de capital 100 % español, y está formado por una veintena de sociedades que operan en los sectores de televisión, prensa, radio, internet, conferencias y cine.
En septiembre de 2012 el Grupo Intereconomía puso en marcha una simplificación societaria, dividiéndose en cinco firmas, con el objetivo de facilitar la entrada a nuevos inversores, quedando dividido en cinco firmas independientes.
- El Toro TV
- Intereconomía Radio
- Publicaciones
- Business Media
- Intereconomía Inversiones

Las cuentas, remitidas en octubre de 2012 al Registro Mercantil, clarifican el objetivo perseguido por la compañía: reestructurar la estructura societaria del grupo Intereconomía Corporación con el objetivo de reforzar las medidas tomadas anteriormente.
El cambio societario «tiene el objetivo de diferenciar las distintas ramas de actividades que viene desarrollando el grupo y lograr procesos más eficientes en el desarrollo de los distintos negocios, que permitan una mayor especialización y competitividad de cada una de las sociedades».
La entrada en el sector del cine con la apuesta del Grupo Intereconomía por la película de animación Tadeo Jones ha dejado beneficios superiores a las 12 millones y medio de euros en las primeras semanas de taquilla, convirtiéndose en solo unas semanas en la película española más taquillera del año 2012.
El accionariado del Grupo Intereconomía está compuesto por los siguientes inversores:
| Accionista                     | Porcentaje |
| ------------------------------ | ---------- |
| Julio Ariza                    | 61 %       |
| Borayma Desarrollo SCR         | 13 %       |
| Rustraductus                   | 13 %       |
| Royal OAK                      | 4.5 %      |
| El Manantial de Información SL | 4.5 %      |
| Pequeños accionistas           | 3 %        |
| Borja García Nieto             | 1 %        |

En mayo de 2012 se hizo público que Rodrigo Rato, exgerente del FMI, persona influyente en el mundo de las finanzas e investigado por fraude, fijación de precios y malversación de fondos en relación con la caída y posterior rescate de Bankia, estaba ligado al accionariado del Grupo Intereconomia por medio de El Manantial de Información SL.
Los rumores apuntan a otro posible accionista del grupo, el exbanquero Mario Conde, que poseería el 4.5 % de las acciones del grupo a través de la sociedad Royal Oak.
En febrero de 2012, se han hecho públicos los datos económicos de las cuentas del grupo de Julio Ariza. Estos reflejan que en los ejercicios de 2008, 2009 y 2010 las pérdidas ascienden a 16 millones de euros. Los motivos parecen haber sido la crisis publicitaria que atraviesa la TDT y la crisis económica por la que atraviesan los medios de comunicación.

## Ideología del grupo
En sus inicios apoyaron al partido político Alternativa Española principalmente, actualmente apoyan al partido político VOX principalmente.
En la actualidad fuera de España apoyan a los partidos político integrados y socios regionales en Partido de los Conservadores y Reformistas Europeos principalmente.

### Acusaciones de extrema derecha
Aunque el canal nunca se ha considerado extremista, según distintos sectores del periodismo y de los medios de comunicación se ha criticado que el grupo de comunicación, comentarios en el canal, y su línea editorial proceden del sector político de la ultraderecha,
También se señaló a Intereconomía como «extremismo ideológico» o de extrema derecha desde la izquierda política española.
Desde la derecha, tanto el director del diario conservador La Razón, Francisco Marhuenda, como Enric Sopena tacharon a Intereconomía de «grupo infecto de ultraderecha».
Uno de sus contertulios fue Fernando Paz, exlíder de Vox en Albacete, que niega el Holocausto y es homófobo declarado.

### Acusaciones de franquismo
Medios y personalidades adjetivan al canal de «franquista». Son frecuentes sus homenajes al franquismo, como por ejemplo cuando el 12 de octubre de 2012 se difundió la emisión de cine de propaganda del régimen en homenaje a los españoles que combatieron en la División Azul.

## Financiación irregular
En marzo de 2016 a través de la investigación de la Operación Púnica se conoció que el Partido Popular financió a través la Fundación Arpegio al Grupo Intereconomía con 174 000€ para llevar a cabo un programa en el que apareciera Francisco Granados como tertuliano.